# John Chard
John Rouse Merriott Chard, född 21 december 1847, död 1 november 1897, var en brittisk överste som tilldelades Victoriakorset för sin roll i slaget vid Rorke's Drift 1879.
Chard föddes i Plymouth i England, till föräldrarna William Wheaton Chard och Jane Brimacombe. Han hade två bröder, William Wheaton och Charles Edward, och fem systrar, Charlotte Maria Herring, Mary Jane, Jane Brimacombe, Florence och Margaret Edith. Chard tog värvning 1868 i kungliga brittiska ingenjörstrupperna och tjänstgjorde i Bermuda och Malta innan han skickades till Sydafrika. Som löjtnant förde han befäl över förnödenhetsdepån i Rorke's Drift när den anfölls av zulukrigare under Zulukriget. Direkt efter slaget befordrades han till kapten och sedan major.
Från 1892 fram till 1896 förde han befäl över de kungliga brittiska ingenjörstrupperna i Singapore som överstelöjtnant och befordrades till överste 1897 när han skulle ta tjänst i Perth i Skottland. Innan han hann tillträda sin tjänst drabbades han av cancer i tungan och avled i Hatch Beauchamp, nära Taunton i England.